# 1. FCA Darmstadt
1. FCA Darmstadt is een Duitse voetbalclub uit Darmstadt, Hessen. De club speelde van 1967 tot 1981 veertien jaar in de derde klasse.

## Geschiedenis
De club werd op 10 september 1954 opgericht als 1. FC 04 Arheilgen door leden van SG Arheilgen, die de club verlaten hadden. De 04 werd gekozen in navolging van SpVgg 04 Arheilgen, dat in 1939 opging in een fusie die SG Arheilgen geworden was. Men kon echter nog niet meteen met voetballen beginnen omdat er onenigheden waren over de naam. Op 12 februari 1955 werd de naam gewijzigd in FC Arheilgen. Al in het eerste seizoen werd de club kampioen van de B-Klasse en promoveerde. In 1961 werd de club kampioen van de A-Klasse en promoveerde naar de Bezirksklasse. Een volgende promotie, naar de Amateurliga Hessen, volgde in 1967 . Dit was toen de derde hoogste klasse in Duitsland. Ondanks de sportieve opgang had de club weinig bezoekersaantallen. Daarom werd de naam in 1970 gewijzigd in 1. FCA Darmstadt. 
In 1970 degradeerde stadsrivaal SV Darmstadt 98 naar de Amateurliga zodat het tot een stadsderby kwam. Voor 5.000 toeschouwers werd het 0:0. Bij de terugwedstrijd won FCA met 1:0 en was zo voor één jaar de beste club van de stad. Aan het einde van het seizoen werd Darmstadt 98 kampioen en promoveerde weer.
FCA bleef intussen een topclub in de Amateurliga en kreeg in 1977 zelfs een licentie voor de 2. Bundesliga, maar promoveerde niet. Na veertien jaar Amateurliga degradeerde de club in 1981.
Na de vette jaren volgde vele magere jaren in lagere afdelingen. In 2010 promoveerde de club terug naar de Hessenliga, die nu vijfde klasse was en speelde daar tot 2013. In 2016 degradeerde de club uit de Verbandsliga. 